# Devon van Oostrum
Devon Doekele van Oostrum (Groninga, 24 gennaio 1993) è un cestista olandese con cittadinanza britannica, di formazione spagnola.

## Carriera
Con la Gran Bretagna ha disputato tre edizioni dei Campionati europei (2011, 2013, 2022).

## Palmarès
- Campionato slovacco: 1

Levice: 2022-23
- Supercoppa del Kosovo: 1

Trepça: 2023